# 弗拉季斯拉娃·阿列克西娃
弗拉季斯拉娃·安东尼芙娜·阿列克西娃（羅馬化：Vladyslava Antonivna Aleksiivna；2001年5月29日—），乌克兰女子花样游泳运动员，2020年夏季奥运会集体铜牌得主、2023年欧洲运动会女子双人自由自选和集体技巧自选银牌得主。